# Bengt Hult
Bengt Vilhelm Hult, född den 28 augusti 1917 i Västerås, död den 29 oktober 2008 i Stockholm, var en svensk jurist.

## Biografi
Hult tog studenten i Västerås 1936 och jur. kand.-examen i Stockholm 1941 och verkade, efter sin tingstjänstgöring, i Svea hovrätt och inom socialstyrelsen och justitiedepartementet innan han blev justitieråd 1963. Han var därefter ordförande i Arbetsdomstolen 1964–1973, justitieråd 1974–1979 och ordförande i Högsta domstolen 1979–1984.

## Utmärkelser
- Kommendör med stora korset av Nordstjärneorden, 6 juni 1973.[1]